# Zoutschade (bouwkunde)

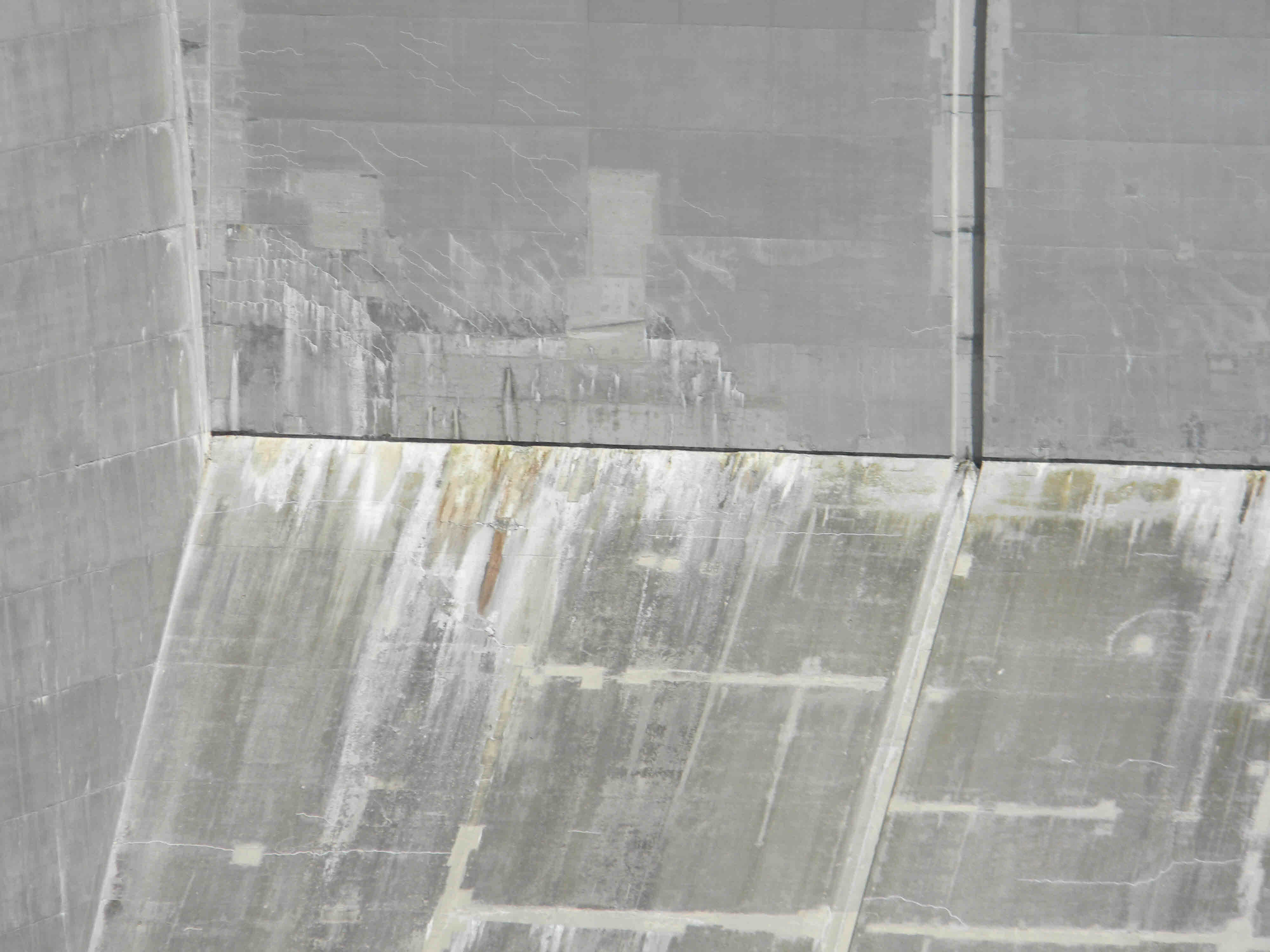
Zoutuitbloeiing bij beton.

Zoutschade bij bouwconstructies ontstaat door kristallisatie van opgeloste zouten. Kalkschade is een vorm van zoutschade, want kalk is scheikundig gezien een zout. Als het zout kristalliseert aan de buitenzijde van het materiaal dan heet het zoutuitbloeiing of efflorescence, maar als het zout in het materiaal kristalliseert dan wordt het subflorescence of cryptoflorescence genoemd. De zouten in een constructie kunnen inherent zijn, maar kunnen ook afgegeven zijn door optrekkend vocht of bij het gebruik van strooizout.

## Zoutuitbloeiing
Zoutuitbloeiingen ontstaan als zoutoplossingen in de poriën van het materiaal naar buiten “stromen” door vochttransport, waarna het opgeloste zout gaat kristalliseren aan het oppervlak. Kristallisatie gebeurt als het water in een zoutoplossing verdampt, waarna het zout achterblijft in vaste vorm. Dit is zichtbaar als witte of grijze strepen aan de buitenzijde van de constructie.

## Fysieke zoutschade
Er kan fysieke zoutschade optreden als het zoutgehalte hoog is en er tal van kristallisatie-en-oplossing-cycli optreden in de poriën van het materiaal. Een kristallisatie-en-oplossing-cyclus gaat als volgt: Het zout in de zoutoplossing kristalliseert als het vocht in de oplossing verdampt. Zouten in vaste vorm nemen vocht op als een bepaalde kritische relatieve vochtigheid overschreden wordt en dan worden de zouten in vaste vorm omgezet naar een vloeibare zoutoplossing. Iedere zoutsoort heeft een eigen kritische relatieve vochtigheid.
Alleen zouten die zorgen voor een grote volumetoename bij kristallisatie veroorzaken fysieke schade, zoals sulfaten, nitraten en chloriden. De volumetoename van deze zouten bij kristallisatie leidt tot een toename van druk in de poriën. Microscheuren ontstaan als de interne druk hoger is dan de treksterkte van het materiaal. Er is een accumulatie van microscheuren na verschillende kristallisatie-en-oplossing-cycli. De opeenhoping van microscheuren zorgt voor het afbrokkelen van het materiaal.